# Sankt Georg
Sankt Georg, en alemany i baix alemany, antigament Sünt Jörn és un barri d'Hamburg al districte Hamburg-Mitte de la mateixa ciutat a Alemanya.
El seu nom data de l'inici del segle xiii quan es va crear extra muros el llatzaret dedicat a sant Jordi per isolar els malalts de la lepra. Va quedar una zona rural on es van concentrar activitats prohibides intra muros: granges de porcs, cementiri per a les víctimes de la pesta negra, el camp patibular, la deixalleria (Gassenkummerplatz). Amb la construcció dels nous baluards (1679-82) va ser integrada dins la plaça fortificada d'Hamburg. Quan aquest van ser enderrocats a l'inici del segle xix, s'hi va construir l'hospital públic de Sankt Georg, que encara existeix avui, en forma privatitzada. La supressió del tancament nocturn de les portes de la ciutat el 1860 i la construcció de l'estació major (1906) van contribuir a la urbanització ràpida del barri.

## Llocs d'interés
- Teatre Deutsches Schauspielhaus (1899-1900)
- El museu d'art i oficis Museum für Kunst und Gewerbe (1877)
- La modesta Catedral de Santa Maria (1890-93) neoromànica, primera església catòlica després de la reforma protestant
- Les botigues, clubs, bars i restaurants del carrer Lange Reihe, Hansaplatz i els carrers adjacents
- Uns hotels històrics com el Grand Hotel Atlàntic (1909) o Reichshof